# Râul Aras
Râul Aras (de asemenea scris: Araks, Arax, Araxi, Araxes, sau Araz; în armeană: Արաքս, azeră: Araz, persă: ارس, kurdă: Aras sau Araz). Este un râu care izvorăște aproape de orașul Erzurum, în Turcia, curgând pe frontierele dintre Turcia și Armenia, Iran și Armenia, Azerbaidjan și Iran, apoi intră în Azerbaidjan și se unește cu râul Kura, care se varsă în Marea Caspică. Lungimea totală este de 1.072 km (665 mile). Bazinul său acoperă o suprafață de 102.000 km2.

## Istoria
Forma elenizată Araxes, este găsită și în numele dat pentru cultura Kura-Araxes, o civilizație preistorică care a înflorit în văile Kura și Aras.
De multe ori, râul Volga a fost numit Araxes, în special de către Herodot.
Pentru unii, râul Araks a fost asociat cu necunoscutul râu Gihon menționat în Biblie.
Râul Aras este amintit în cântecul "Holy Mountains " din albumul "Hypnotize" al formației System of a Down: "Back to the River Aras".
Aras a fost stabilit ca limită teritorială între Persia și Rusia în Tratatul din Golestán  în 1813, prin care partea de nord a râului a fost separată de Iran și anexată de Rusia. Iranul și Uniunea Sovietică au construit un baraj împreună pe râu în zona Poldasht.